# Ганна Нойман
Джоанна (Ганна) Нойман (нім. Hanna Neumann, до шлюбу фон Камерер; 12 лютого 1914 — 14 листопада 1971) — німецька математик, яка працювала в області теорії груп, викладачка університету.

## Біографія
Народилася 12 лютого 1914 року в Ланквіці, Штеґліц-Целєндорф (нині район Берліна), Німеччина. Наймолодша з трьох дітей Германа та Катаріни фон Камерер. Через смерть батька на початку Першої світової війни дохід сім'ї був мізерним, тож з 13 років Ганна почала навчати школярів.
Після двох років приватної школи, в 1922 році Ганна вступила до гімназії для дівчат Ауґуште-Вікторія-Шулє. Вона закінчила гімназію на початку 1932 року, і вступила до Берлінського університету. Серед курсів з математики, які вона вивчала на першому році, були: Вступ до вищої математики (лектор — Георг Файґль), аналітична геометрія та проєкційна геометрія (Людвіг Байбербах), диференційні та інтегральні обчислення, (Ерхард Шмідт), та теорія чисел (Фрідріх Шур). Ганна також вивчала фізику і відвідувала лекції з психології, літератури та права. Після першого року навчання Ганна отримала 75 % знижки на навчання і посаду помічниці на неповну зайнятість у бібліотеці Математичного інституту.
В січні 1933 року Ганна фон Камерер познайомилась з Бернхардом Нойманом. У березні 1933 року до влади прийшли нацисти, тож в серпні 1933 року Нойман, який був євреєм, переїхав до Кембриджа, Англія. На Пасху 1934 року фон Камерер відвідала його в Лондоні, і вони таємно заручилися. Після цього вона повернулася до Німеччини, щоб продовжити навчання.
Під час другого року навчання фон Камерер була частиною групи студентів, які намагалися запобігти зривам нацистами лекцій єврейських вчених, перевіряючи, що серед присутніх лише справжні студенти. Вона втратила роботу в Інституті математики, імовірно через таку діяльність. Проте до втрати роботи вона отримала цілковиту знижку на навчання, і до кінця курсу навчалася безкоштовно.
Опісля вивчала математику, фізику та філософію. Закінчила навчання в 1936 році, з відзнакою в області математики і фізики. Почала навчатися на аспірантурі в Геттінгенському університеті в 1937 році, з науковим керівником Гельмутом Гассе.
В той час з нареченим листувалися анонімно через друзів, і змогла зустрітися тільки один раз, в Данії 1936 року, коли Бернгард їздив на Міжнародний конгрес математиків в Осло. У липні 1938 року Ганна фон Камерер переїхала до Англії. Вона одружилася в грудні 1938 року, в Кардіффі. Народила п'ятеро дітей. Подружжя Нойманів переїхало до Оксфорда в 1940 році.
Ганна Нойман завершила аспірантуру, вивчаючи теорію груп у Товаристві домашніх студентів (Оксфорд) в 1944 році під керівництвом Ольги Таусскі-Тодд. Вона написала дисертацію на тему «Структура підгрупи вільних продуктів в групах з об'єднаними підгрупами», і отримала нагороду від Оксфордського університету за свої публікації.
Після отримання громадянства Великої Британії, Нойман почала викладати в університеті Галла з 1946 року. В 1958 року вона стала лекторкою на кафедрі математики Манчестерського коледжу науки і техніки (пізніше UMIST). У 1961—1962 роках Ноймани провели рік в Інституті математичних наук Куранта.
В серпні 1963 року Ноймани переїхали до Австралії, щоб працювати в Австралійському національному університеті в Канберрі. У 1968—69 роках Ганна Нойман отримала роботу декана.
Ганна Нойман померла від церебральної аневризми під час лекційного туру в Оттаві, Онтаріо. В 1973 році на її честь була названа будівля Австралійського національного університету. Чотири з її п'яти дітей стали математиками, зокрема Пітер Нойман.

## Дослідження та публікації
Її найбільш популярна робота — «Різновиди груп» — була опублікована в 1967 році. Вона опублікувала 34 статті, більшість з яких у міжнародних журналах.

## Викладацька діяльність
На час призначення в АНУ в університеті відкрили нову програму з математики, для якої шукали професора, який би займався цим курсом. Нойман ..почала організовувати курси, які показували б студентам математику, якою вона її бачила. Вона була в змозі ввести в перший рік курсу, який до цього повністю складався з розв'язування завдань, лекційний тиждень введення в математику в стилі Фейгль-Рорбах. Наступні курси алгебри відобразили її власні погляди. ЇЇ стиль викладання був спрямований на те, щоб зробити абстрактні ідеї доступнішими для сприйняття використовуючи конкретні приклади і вправи.

## Визнання
- Член Австралійської академії наук, обрана у 1969 році.
- Член Австралійського педагогічного коледжу, обрана у 1970 році.
- Дві будівлі Австралійського національного університету названі на її честь.